# 휴고 베니오프

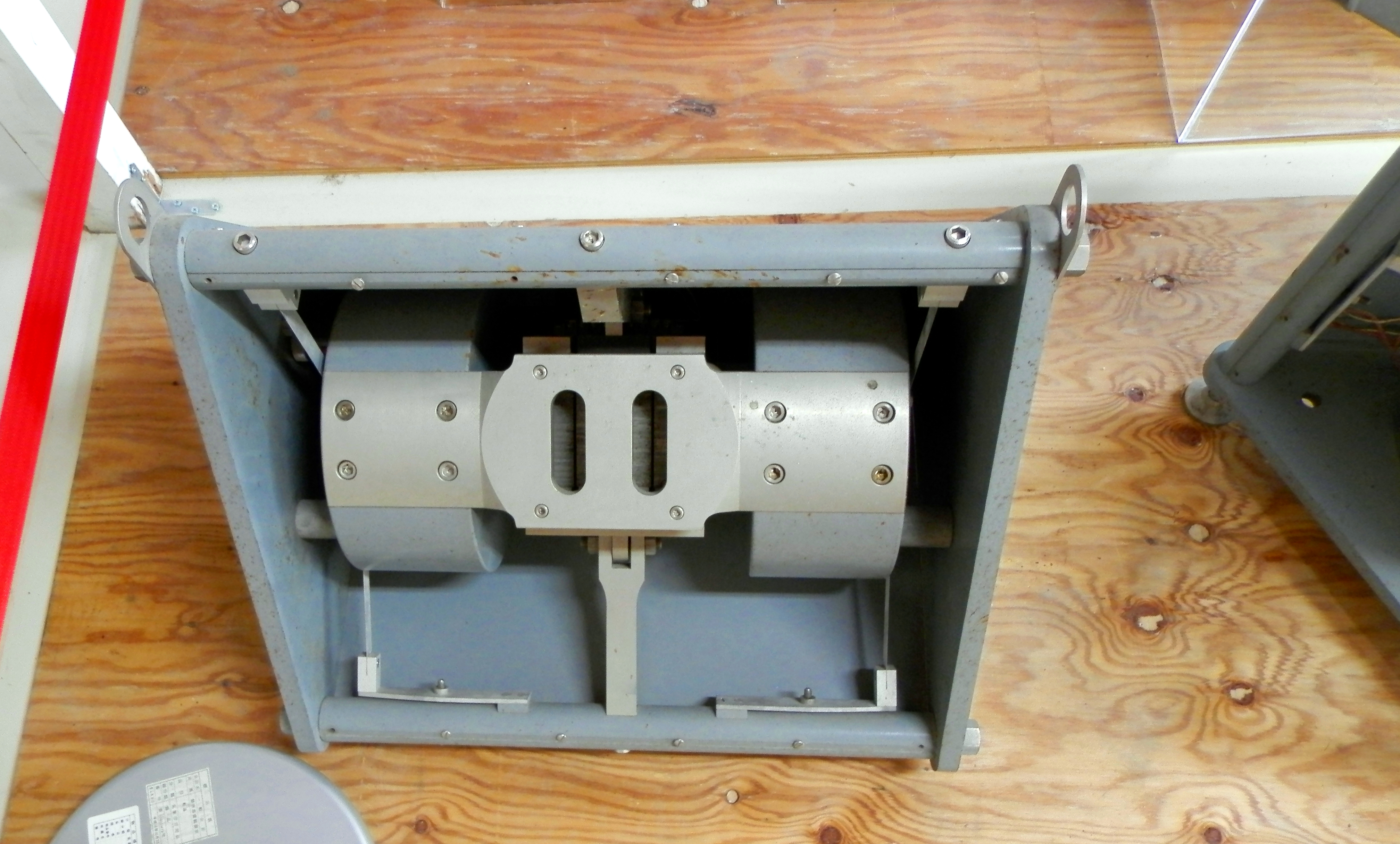
단기간 동안 베니오프에 의해 지진계가 성공하게 되는 모습

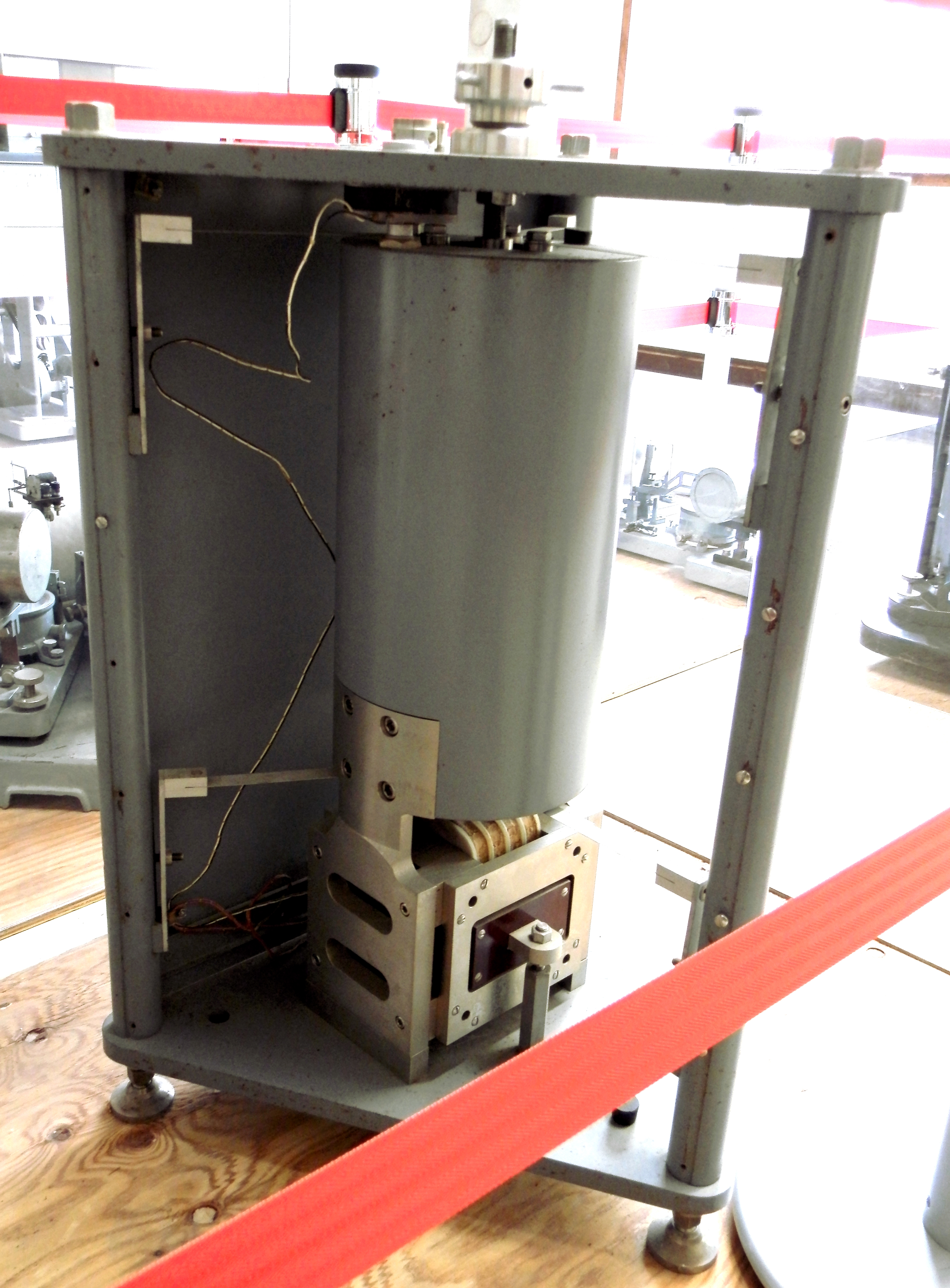
휴고 베니오프에 의해 성공한 지진계

휴고 베니오프(Hugo Benioff, 1899년 9월 14일 ~ 1968년 2월 29일, 본명:빅터 휴고 베니오프)는 미국의 지진학이자 캘리포니아 공과대학교 교수이다. 또한 태평양에서 일어난 지진의 위치를 도표로 만든 업적을 남긴 유능한 과학자이기도 하다. 출신지는 로스앤젤레스이다.

## 같이 보기
- 지구물리학자 목록(영어판)
- 베니오프대